# Léster Blanco
Mark Léster Blanco Pineda (ur. 17 stycznia 1989 w Soyapango) – salwadorski piłkarz występujący na pozycji napastnika, obecnie zawodnik Isidro Metapán.

## Kariera klubowa
Blanco rozpoczynał profesjonalną karierę piłkarską w wieku 16 lat jako zawodnik drugoligowego Telecomu. Po roku przeszedł do występującego na tym samym szczeblu rozgrywek klubu Nejapa FC, z którym po rozgrywkach 2006/2007 awansował do salwadorskiej Primera División. Latem 2008 został zawodnikiem CD Chalatenango, gdzie już w pierwszym sezonie, Apertura 2008, wywalczył pierwszy sukces w historii klubu w postaci wicemistrzostwa kraju. Jesienią 2009 reprezentował barwy stołecznego Atlético Marte, w którym występował już jako junior.
W styczniu 2010 Blanco podpisał umowę z drużyną AD Isidro Metapán, gdzie szybko został podstawowym graczem ekipy. W sezonie Clausura 2010 zdobył pierwszy w karierze tytuł mistrza Salwadoru i osiągnięcie to powtórzył jeszcze dwukrotnie; podczas rozgrywek Apertura 2010 i Apertura 2011. W wiosennym sezonie Clausura 2012 wywalczył za to wicemistrzostwo. Wraz z Isidro Metapán regularnie brał udział w Lidze Mistrzów CONCACAF, jednak bez większych sukcesów.

## Kariera reprezentacyjna
W 2011 roku Blanco został powołany do reprezentacji Salwadoru U-23 na eliminacje do Igrzysk Olimpijskich w Londynie. Był wówczas podstawowym graczem kadry narodowej, rozegrał sześć spotkań i wpisał się na listę strzelców czterokrotnie – dwa razy w wygranej 2:1 konfrontacji z Gwatemalą, a także raz w wygranym 4:0 meczu z Kubą i zremisowanym 3:3 pojedynku z USA. Jego drużyna odpadła w półfinale, nie kwalifikując się na igrzyska.
W seniorskiej reprezentacji Salwadoru Blanco zadebiutował 13 października 2007 w zremisowanym 2:2 meczu towarzyskim z Kostaryką. Premierowego gola w kadrze narodowej strzelił 29 marca 2011 w przegranym 2:3 sparingu z Jamajką. W tym samym roku znalazł się w składzie na Złoty Puchar CONCACAF, gdzie dotarł ze swoim zespołem do ćwierćfinału i zdobył bramkę w wygranej 6:1 grupowej konfrontacji z Kubą.